# Mirador de Santa Lucía
El Miradour de Santa Lucía es un mirador de Lisboa. 

## Descripción
Tiene una amplia vista sobre Alfama y el Tajo, la cúpula de Panteão Nacional, la Iglesia de San Esteban y las dos torres blancas de la Iglesia de San Miguel. 
La muralla sur de Santa Lucía tiene paneles dos modernos de azulejos, uno de la Plaza del Comercio antes del Terremoto de Lisboa de 1755 y otro con los cristianos preparados para atacar el castillo de Son Jorge de António Quaresma fabricados en la Fábrica de la Viuda Lamego.
Aquí se sitúa la Iglesia de Santa Lucía